# Nokia 5610
Il Nokia 5610 è un telefono cellulare prodotto dall'azienda finlandese Nokia e messo in commercio nel 2007. Questo telefono appartiene alla serie XpressMusic.

## Caratteristiche
- Dimensioni: 99 x 49 x 17 mm
- Massa: 111 g
- Risoluzione display: 240 x 320 pixel a 16.7 milioni di colori
- Durata batteria in conversazione: 5 ore
- Durata batteria in standby: 300 ore (12 giorni)
- Fotocamera: 3.15 megapixel
- Memoria: 20 MB espandibile con MicroSD fino a 4 GB
- Bluetooth e USB